# Condado de Hrubieszów
Nota linguística: Não confundir hrabstwo (condado) com powiat (divisão administrativa)..
Hrubieszów (polaco: powiat hrubieszowski) é um powiat (condado) da Polónia, na voivodia de Lublin. A sede é a cidade de Hrubieszów. Estende-se por uma área de 1269,45 km², com 69 240 habitantes, segundo os censos de 2005, com uma densidade 54,54 hab/km².

## Divisões admistrativas
O condado possui:
Comunas urbanas: Hrubieszów
Comunas rurais: Dołhobyczów, Horodło, Hrubieszów, Mircze, Trzeszczany, Uchanie, Werbkowice
Cidades: Hrubieszów

## Demografia
População (dados de 30 de Junho de 2005):
|          | Total   | Total | Mulheres | Mulheres | Homens  | Homens |
| -------- | ------- | ----- | -------- | -------- | ------- | ------ |
|          | pessoas | %     | pessoas  | %        | pessoas | %      |
| Total    | 69 240  | 100   | 35 215   | 50,9     | 34 025  | 49,1   |
| Cidades  | 18 668  | 100   | 9775     | 52,4     | 8893    | 47,6   |
| Povoados | 50 572  | 100   | 25 440   | 50,3     | 25 132  | 49,7   |